# Rząd Ernsta Seidlera
Rząd Ernsta Seidlera – rząd austriacki, rządzący Cesarstwem Austriackim od 23 czerwca 1917 do 25 lipca 1918.

## Skład rządu
- premier – Ernst Seidler
- rolnictwo – Moritz Ertl, Ernst Silva-Tarouca
- handel – Viktor Mataja, Friedrich Wieser
- wyznania i oświata – Ludwik Ćwikliński
- finanse – Ferdinand Wimmer
- sprawy wewnętrzne – Friedrich Toggenburg, Edmund Gayer
- sprawiedliwość – Hugo Schauer
- roboty publiczne – Emil Herimberg, Friedrich Wieser
- koleje – Karl Banhans
- sprawy socjalne – Viktor Mataja
- obrona krajowa – Karl Czapp
- minister bez teki (do spraw Galicji) – Juliusz Twardowski, Ivan Zolger, Viktor Mataja, Iwan Horbaczewski